# 香港大公文汇传媒集团
香港大公文汇传媒集团（英語：Hong Kong Ta Kung Wen Wei Media Group，縮寫：HKTKWW），是由香港《大公报》、《文汇报》于2016年2月1日整合组建而成的传媒集团，總部位於香港香港仔田灣海旁道7號興偉中心2-4樓，在北京、上海、廣州、深圳、鄭州、哈爾濱、西安、昆明設有新聞中心，在美國、英國、加拿大、法國、俄羅斯、南非、馬來西亞、印度尼西亞、菲律賓、韓國、澳大利亞等地設有記者站。

## 旗下传媒
- 《大公报》
- 《文汇报》
- 《香港仔》
- 大公網
- 香港文匯網
- 大公文匯新闻網
- 點新聞

## 相关链接
- 香港大公文汇传媒集团官方网站（大公文匯新闻網） （页面存档备份，存于）